# Madeleine Peyroux
Madeleine Peyroux (Athens, 1974. április 18. vagy 1973. január 1. –) amerikai jazzénekesnő, dalszerző és gitáros.

## Gyermekkora
Athensben született (Georgia, USA). Hatéves korában családja Brooklynba költözött apja színészi karrierje érdekében. New York után Madeleine Dél-Kaliforniában, majd (szülei válása után már csak anyjával) Párizsban élt. Itt kezdett énekelni, 15 éves korában, a Quartier Latin utcazenészeinek hatására. A Riverboat Shufflers nevű társasághoz csatlakozva először csak a pénzt gyűjtötte, később már énekelt is velük.

## Karrierje
16 éves korától két évig a Lost Wandering Blues and Jazz Banddel turnézott Európa-szerte, mások mellett Fats Waller, Billie Holiday, Ella Fitzgerald dalokat adott elő, de ekkor született meg első albumának, a Dreamland-nek az anyaga is.
Az 1996-ban megjelent lemez nagy feltűnést keltett, a Time az év „legizgalmasabb és legmagávalragadóbb énekesi teljesítményének” nevezte. Peyroux-t több jazzfesztiválra is meghívták, és Sarah McLachlan és Cesária Évora előtt léphetett színpadra.
A következő hat évben eltűnt a szélesebb nyilvánosság elől: főként párizsi (ritkábban amerikai) klubokban lépett fel, általában együttesekhez csatlakozva.
2002 májusában kezdődött együttműködése William Galisonnal, közös lemezük a 2003-ban megjelent Got You on My Mind EP. Eleinte csak fellépéseken és online értékesítették, 2004 augusztusában, négy számmal kibővítve került kereskedelmi forgalomba.
Második szólólemeze, a Careless Love 2004 szeptemberében készült el. Kedvező kritikai fogadtatásban részesült, és több mint egymillió példány kelt el belőle.
2006 szeptemberében jelent meg a Half the Perfect World, amelyen több zenésszel dolgozott együtt: Jesse Harris, Walter Becker, Larry Klein (az album producere) és k.d. lang.

## Lemezei
- 1996: Dreamland
- 2004: Got You on My Mind (William Galisonnal közösen)
- 2004: Careless Love
- 2006: Half the Perfect World
- 2009: Bare Bones
- 2011: Standing on the Rooftop
- 2013: The Blue Room
- 2014: Keep Me in Your Heart for a While: Best of Madeleine Peyroux
- 2016: Secular Hymns
- 2018: Anthem